# 恩平王
恩平王，中国古代封爵之一。

## 元朝
封地不详，为金印螭纽王。
- 塔思不花，皇庆元年（1312年）封。《元史·诸王表》作至大四年（1311年），《元史·诸王表笺证》考订册封日期是元仁宗皇庆元年三月乙丑（1312年5月6日）